# Akmenė
Akmenė är en ort i Litauen. Den ligger i den nordvästra delen av landet, 230 km nordväst om huvudstaden Vilnius. Akmenė ligger 73 meter över havet och antalet invånare är 3 026.
Terrängen runt Akmenė är mycket platt. Runt Akmenė är det ganska glesbefolkat, med 35 invånare per kvadratkilometer. Närmaste större samhälle är Naujoji Akmene, 11,8 km nordost om Akmenė. Omgivningarna runt Akmenė är en mosaik av jordbruksmark och naturlig växtlighet.